# Portulaca ciferrii
Portulaca ciferrii är en portlakväxtart som beskrevs av Emilio Chiovenda. Portulaca ciferrii ingår i släktet portlaker, och familjen portlakväxter. Inga underarter finns listade i Catalogue of Life.